# Aleksandr Mikhaylov (cầu thủ bóng đá, sinh 2000)
Aleksandr Vitalyevich Mikhaylov (tiếng Nga: Александр Витальевич Михайлов; sinh ngày 21 tháng 5 năm 2000) là một cầu thủ bóng đá người Nga. Anh thi đấu cho FC Chertanovo Moskva.

## Sự nghiệp câu lạc bộ
Anh có màn ra mắt tại Giải bóng đá chuyên nghiệp quốc gia Nga cho FC Chertanovo Moskva vào ngày 30 tháng 5 năm 2016 trong trận đấu với F.K. Lokomotiv Liski.